# 日吉インターチェンジ
日吉インターチェンジ（ひよしインターチェンジ）は、北海道函館市にある函館新外環状道路のインターチェンジである。

## 歴史
- 2021年（令和3年）3月28日 : 赤川IC - 函館空港IC間開通に伴い、供用開始[1]。

## 周辺
- 函館市立北日吉小学校
- 函館臨空工業団地
- ポリテクセンター

## 接続する道路
- 直接接続
  - 北海道道1132号函館臨空工業団地線

## 隣
函館新外環状道路
(2) 赤川IC - (3) 日吉IC - (4) 函館空港IC